# Ruinas de Copan Airport
Ruinas de Copan Airport är en flygplats i Honduras.   Den ligger i departementet Departamento de Copán, i den västra delen av landet, 220 km väster om huvudstaden Tegucigalpa. Ruinas de Copan Airport ligger 605 meter över havet.
Terrängen runt Ruinas de Copan Airport är huvudsakligen kuperad. Ruinas de Copan Airport ligger nere i en dal. Runt Ruinas de Copan Airport är det ganska tätbefolkat, med 129 invånare per kvadratkilometer. Närmaste större samhälle är Copán, 3,1 km sydväst om Ruinas de Copan Airport. 